# 정보 밀도
정보 밀도(information density)는 소비자와 [[판매자[[ 등 모든 시장 관계자들이 이용할 수 있는 정보의 총량과 질을 말한다. 인터넷과 웹은 이러한 정보밀도를 상당히 증대시켰다. 정보의 수집, 저장, 처리, 의사소통에 드는 비용은 낮아졌는데 정보의 정확성, 적시성은 증가했다.